# Impulsová věta
Impulzové věty se týkají mechanického pohybu těles a patří k základním vztahům klasické mechaniky. Jsou dvě:
- tzv. první věta impulzová: Součet všech vnějších sil působících na soustavu hmotných bodů (těleso) je roven časové změně celkové hybnosti soustavy (tělesa),
- druhá věta impulzová: Součet momentů všech vnějších sil, působících na soustavu hmotných bodů (těleso), je roven časové změně celkového momentu hybnosti soustavy (tělesa).

## První věta impulsová
První věta impulsová říká, že časová změna hybnosti celkové hybnosti soustavy hmotných bodů se rovná výslednici externích sil, které působí na soustavu hmotných bodů. Tuto skutečnost lze formulovat následujícím způsobem
{\displaystyle \sum _{n}{\frac {d\mathbf {p} _{n}}{dt}}={\frac {d\mathbf {p} }{dt}}=\mathbf {F} ^{e}}.

### Odvození
Uvažujme soustavu hmotných bodů, pro jejichž výslednici sil platí podle 2. Newtonova zákona vztah
{\displaystyle \sum _{n}{\frac {d\mathbf {p} _{n}}{dt}}=\sum _{n}\mathbf {F} =\sum _{n}\mathbf {F} _{n}^{i}+\sum _{n}\mathbf {F} _{n}^{e}=\sum _{n}\sum _{k\neq n}\mathbf {F} _{nk}^{i}+\sum _{n}\mathbf {F} _{n}^{e}}.
Interní síla {\displaystyle \mathbf {F} _{n}^{i}} je součtem jednotlivých silových působení zbývajících hmotných bodů soustavy, přičemž uvažujeme, že žádný bod sám na sebe nepůsobí nenulovou silou {\displaystyle \mathbf {F} _{nn}^{i}=0}. Předchozí vztah přepíšeme na tvar
{\displaystyle {\frac {d}{dt}}\sum _{n}\mathbf {p} _{n}=\sum _{n}\sum _{k\neq n}\mathbf {F} _{nk}^{i}+\mathbf {F} ^{e}},
kde {\displaystyle \mathbf {F} ^{e}} je výsledná externí síla působící na soustavu. Podle zákona akce a reakce platí {\displaystyle \mathbf {F} _{nk}^{i}=-\mathbf {F} _{kn}^{i}}, z čehož vyplývá první věta impulzová ve tvaru
{\displaystyle {\frac {d}{dt}}\sum _{n}\mathbf {p} _{n}={\frac {d}{dt}}\mathbf {p} ={\frac {d\mathbf {p} }{dt}}=\mathbf {F} ^{e}}.

### Zákon zachování hybnosti
Uvažujme soustavu hmotných bodů, jejíž výslednice externích sil je nulová. Takovou soustavu nazýváme izolovanou a z první věty impulsové vyplývá zákon o zachování hybnosti soustavy ve tvaru
{\displaystyle {\frac {d\mathbf {p} }{dt}}=0\implies \mathbf {p} ={\text{konst.}}}.

## Druhá věta impulsová
Druhá věta impulsová říká, že časová změna momentu hybnosti celkové hybnosti soustavy hmotných bodů se rovná celkovému momentu externích sil, které působí na soustavu hmotných bodů vzhledem ke stejnému bodu. Tuto skutečnost lze formulovat následujícím způsobem
{\displaystyle \sum _{n}{\frac {d\mathbf {L} _{n}}{dt}}={\frac {d\mathbf {L} }{dt}}=\mathbf {M} ^{e}}.

### Odvození
Vynásobíme všechny pohybové rovnice použité v odvození první věty impulsové, čímž dostaneme
{\displaystyle \sum _{n}\mathbf {r} _{n}\times {\frac {d\mathbf {p} _{n}}{dt}}=\sum _{n}\sum _{k\neq n}\mathbf {r} _{n}\times \mathbf {F} _{nk}^{i}+\sum _{n}\mathbf {r} _{n}\times \mathbf {F} _{n}^{e}}.
Pro derivaci vektorového součinu platí
{\displaystyle \mathbf {r} _{n}\times {\frac {d\mathbf {p} _{n}}{dt}}={\frac {d(\mathbf {r} _{n}\times \mathbf {p} _{n})}{dt}}={\frac {d\mathbf {L} _{n}}{dt}}={\frac {d\mathbf {r} _{n}}{dt}}\times \mathbf {p} _{n}+\mathbf {r} _{n}\times {\frac {d\mathbf {p} _{n}}{dt}}=\mathbf {r} _{n}\times {\frac {d\mathbf {p} _{n}}{dt}}}.
Dosadíme do předchozí rovnice a upravíme
{\displaystyle {\frac {d}{dt}}\sum _{n}\mathbf {L} _{n}=\sum _{n}\sum _{k\neq n}\mathbf {r} _{n}\times \mathbf {F} _{nk}^{i}+\mathbf {M} ^{e}}.
První člen na pravé straně vyjádříme ve tvaru
{\displaystyle \sum _{n}\sum _{k\neq n}\mathbf {r} _{n}\times \mathbf {F} _{nk}^{i}={\frac {1}{2}}\sum _{n}\sum _{k\neq n}\left(\mathbf {r} _{n}\times \mathbf {F} _{nk}^{i}+\mathbf {r} _{k}\times \mathbf {F} _{kn}^{i}\right)={\frac {1}{2}}\sum _{n}\sum _{k\neq n}\left(\mathbf {r} _{n}\times \mathbf {F} _{nk}^{i}-\mathbf {r} _{k}\times \mathbf {F} _{nk}^{i}\right)={\frac {1}{2}}\sum _{n}\sum _{k\neq n}(\mathbf {r} _{n}-\mathbf {r} _{k})\times \mathbf {F} _{nk}^{i}=0}.
Z čehož po dosazení dostáváme druhou větu impulsovou ve tvaru
{\displaystyle {\frac {d}{dt}}\sum _{n}\mathbf {L} _{n}={\frac {d}{dt}}\mathbf {L} ={\frac {d\mathbf {L} }{dt}}=\mathbf {M} ^{e}}.

### Zákon zachování momentu hybnosti
Uvažujme soustavu hmotných bodů, jejíž výslednice externích momentů sil je nulová (izolovaná soustava), pak z druhé věty impulsové vyplývá zákon o zachování momentu hybnosti soustavy ve tvaru
{\displaystyle {\frac {d\mathbf {L} }{dt}}=0\implies \mathbf {L} ={\text{konst.}}}